# Narvi (satélite)

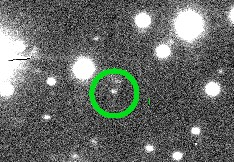
Imagem da descoberta de Narvi.

Narvi, também conhecido como Saturno XXXI, é um satélite natural de Saturno. Sua descoberta foi anunciada por uma equipe de astrônomos liderada por Scott S. Sheppard em 2003, recebendo a designação provisória S/2003 S 1.
Narvi tem cerca de 6,6 km de diâmetro, e orbita Saturno a uma distância média de 19 371 000 km em 1006,541 dias, com uma inclinação de 137° com a eclíptica (109° com o equador de Saturno), em uma direção retrógrada com uma excentricidade de 0,320.
Foi nomeado em janeiro de 2005 a partir de Narvi, da mitologia nórdica. O nome foi aprovado pelo IAU Working Group on Planetary System Nomenclature em 21 de janeiro de 2005.